# Inostemma koponeni
Inostemma koponeni är en stekelart som beskrevs av Peter Neerup Buhl 2005. Inostemma koponeni ingår i släktet Inostemma och familjen gallmyggesteklar. Arten är reproducerande i Sverige. Inga underarter finns listade i Catalogue of Life.